# ピルミン・ツルブリッゲン

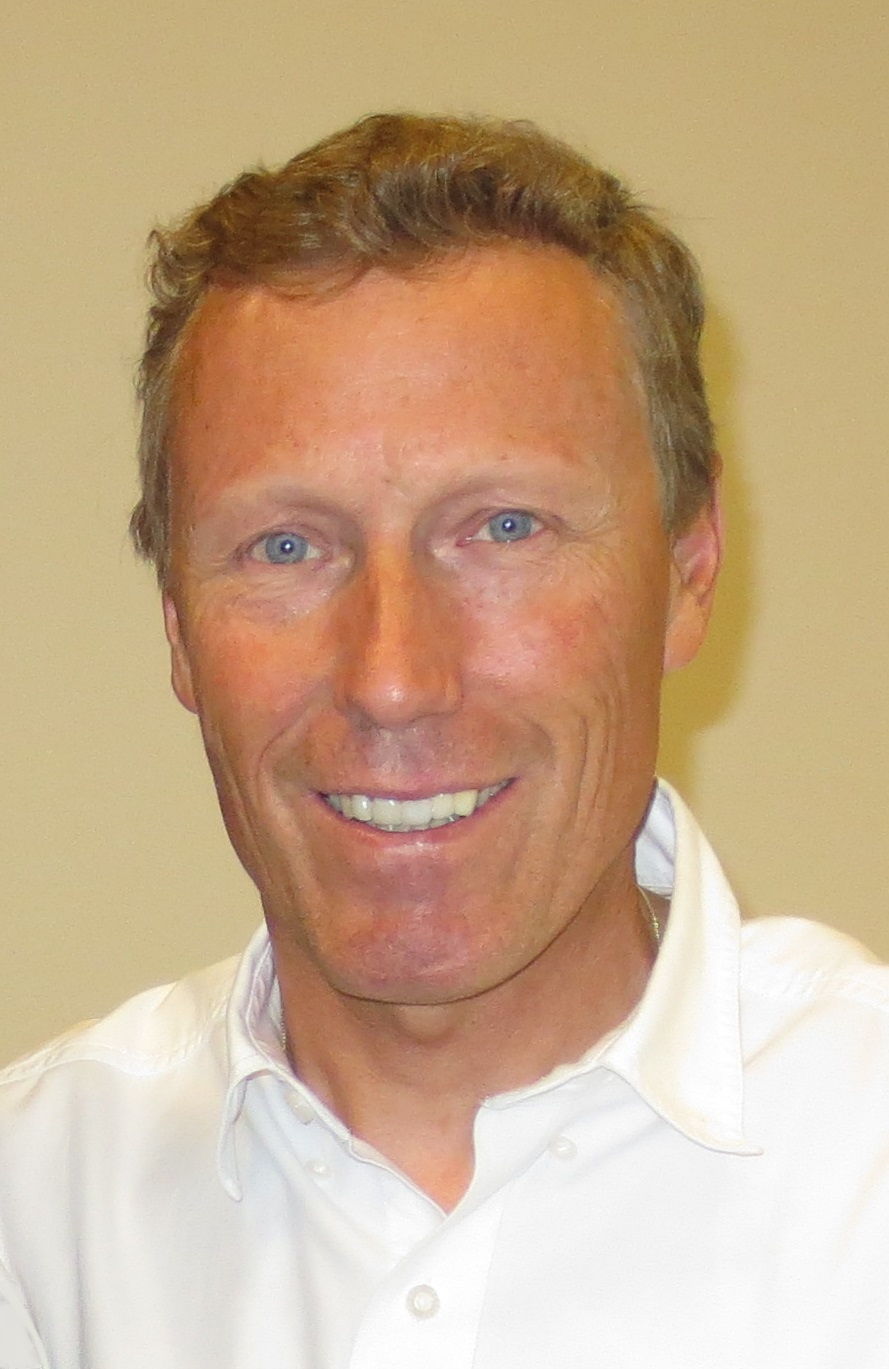
ピルミン・ツルブリッゲン

ピルミン・ツルブリッゲン（Pirmin Zurbriggen、1963年2月4日 - ）は、スイスの男子アルペンスキー選手。1980年代中盤より活躍した、スイスが誇るオールラウンダー。アルベルト・トンバ（イタリア）やマーク・ジラルデリ（ルクセンブルク）と並び、1980年代を代表するアルペン界のスターである。
実妹のハイデイ・ツルブリッゲンもオリンピックに3度出場するなど、有力な女子アルペンスキー選手であった。また遠い親戚として、回転を中心に活躍したシルバン・ツルブリッゲンがいる。

## 主な成績
- FISワールドカップ総合優勝通算4回（1984年、1987年、1988年、1990年）、総合2位3回（1985年、1986年、1989年）。
- 1988年カルガリーオリンピック滑降で金メダルを獲得する。
- カルガリーオリンピック大回転で銅メダルを獲得する。

## 略歴
1980年12月にFISワールドカップにデビュー。1982年3月にイタリア・サンシカリオ（Sansicario）で行われたFISワールドカップ大回転・最終戦で初勝利。1984年にはサラエボオリンピック・滑降で4位に入ったほか、FISワールドカップ総合優勝、同じく大回転の種目別チャンピオンも獲得し国際的な注目を集める。
翌1985年には、世界選手権の3週間前に行われたオーストリア・キッツビューエルでのFISワールドカップ・滑降において右膝靭帯を損傷する怪我に見舞われた。しかし、イタリア・ボルミオで行われた世界選手権本番では元気な姿を見せただけでなく、滑降・アルペン複合の2種目で金メダル、大回転でも銀メダルに輝いた。
1987年にはFISワールドカップ総合優勝に加え、滑降・スーパー大回転・大回転の種目別チャンピオンとなった。さらに世界選手権でも大回転とスーパー大回転の2冠を達成し、滑降・アルペン複合でも銀メダル獲得。まさに向かうところ敵なしの大活躍となった。
翌1988年もカルガリーオリンピックでの活躍（前述）のほか、FISワールドカップ総合優勝、滑降・スーパー大回転の種目別チャンピオンと黄金時代を迎えた。
1989年はFISワールドカップの総合優勝こそ逃すものの、スーパー大回転・大回転で種目別チャンピオンを獲得。ツルブリッゲン、ジラルデリにアルベルト・トンバを加えた3強時代はまだまだ続くかと思われたが、同年8月にオーストラリア・スレドボで行われた1989/1990年シーズンのFISワールドカップ・開幕戦においてツルブリッゲンは同シーズン限りでの引退を表明。最後のシーズンをFISワールドカップ総合優勝、スーパー大回転の種目別チャンピオンで飾り有終の美を飾った。
引退後は両親とスイス・ツェルマットと生地においてホテルを経営している。

## ワールドカップ成績

### シーズン成績
| シーズン | 年齢 | 総合 | 回転 | 大回転 | スーパーG | 滑降 | 複合 |
| -------- | ---- | ---- | ---- | ------ | --------- | ---- | ---- |
| 1981     | 18   | 31   | —    | 17     |           | —    | 18   |
| 1982     | 19   | 11   | 33   | 6      | —         | 7    |      |
| 1983     | 20   | 6    | 21   | 4      |           | 26   | 3    |
| 1984     | 21   | 1    | 24   | 1      | 10        | 2    |      |
| 1985     | 22   | 2    | 14   | 2      | 5         | 9    |      |
| 1986     | 23   | 2    | 6    | 10     | 2         | 11   | 1    |
| 1987     | 24   | 1    | 21   | 1      | 1         | 1    | 1    |
| 1988     | 25   | 1    | 9    | 4      | 1         | 1    | 4    |
| 1989     | 26   | 2    | 15   | 1      | 1         | 4    | 3    |
| 1990     | 27   | 1    | 11   | 6      | 1         | 3    | 1    |